# Бернадет-Дебат
Бернаде́т-Деба́т (фр. Bernadets-Debat, окс. Vernadèth Devath) — коммуна во Франции, находится в регионе Юг — Пиренеи. Департамент — Верхние Пиренеи. Входит в состав кантона Три-сюр-Баиз. Округ коммуны — Тарб.
Код INSEE коммуны — 65085.

## География

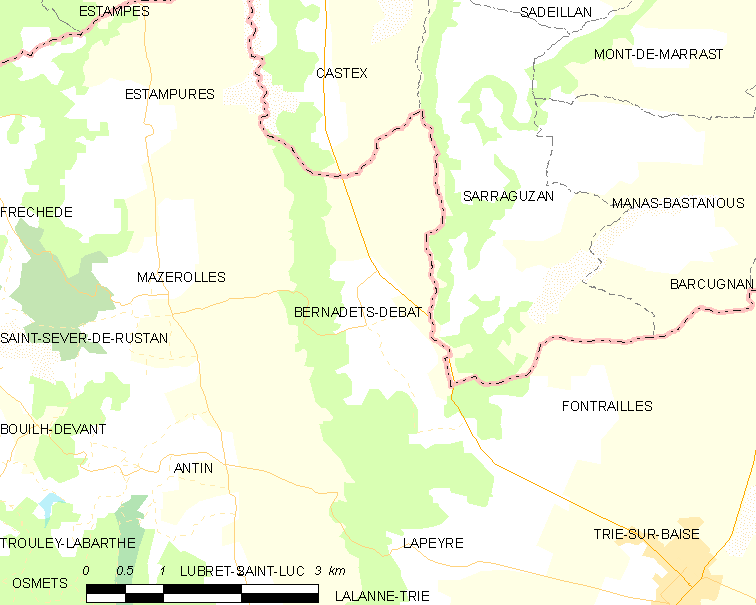
Карта коммуны

Коммуна расположена приблизительно в 640 км к югу от Парижа, в 95 км западнее Тулузы, в 25 км к северо-востоку от Тарба.
Коммуна расположена на плато Ланмезан. На западе коммуны протекает река Буэс, а на востоке — река Ос.

## Климат
Климат умеренно-океанический с солнечной тёплой погодой и обильными осадками на протяжении практически всего года.

## Население
Население коммуны на 2010 год составляло 104 человека.
| 1962 | 1968 | 1975 | 1982 | 1990 | 1999 | 2010 |
| ---- | ---- | ---- | ---- | ---- | ---- | ---- |
| 131  | 138  | 112  | 107  | 107  | 108  | 104  |

## Администрация
| Период | Период | Фамилия   | Партия | Примечания |
| ------ | ------ | --------- | ------ | ---------- |
| 2008   | 2020   | Элуа Беге |        |            |

## Экономика
В 2010 году среди 66 человек трудоспособного возраста (15-64 лет) 43 были экономически активными, 23 — неактивными (показатель активности — 65,2 %, в 1999 году было 65,1 %). Из 43 активных жителей работали 40 человек (19 мужчин и 21 женщина), безработных было 3 (3 мужчин и 0 женщин). Среди 23 неактивных 6 человек были учениками или студентами, 12 — пенсионерами, 5 были неактивными по другим причинам.